# Jan I van Glymes
Jan I van Glymes of Jan I van Bergen was een edelman (1390 - Wouw, 1427). Hij was de zoon van Jan van Glymes (1360-1428) en Isabella de Grez.
Omstreeks 1418 trouwde hij met Johanna van Boutersem, waardoor hij heer werd van Bergen op Zoom. Ook was hij drost van Brabant. Hij wordt genoemd onder de edelen die deelnam aan een ontzettingsmacht voor het beleg van Geertruidenberg in oktober 1420 onder Filips van Saint-Pol.
Het echtpaar kreeg minstens vier kinderen, namelijk:
- Jan II van Glymes (1414)
- Jacoba van Glymes (1420)
- Filips van Glymes (1422)
- Elisabeth van Glymes (1425)